# Sidney Drew
Sidney Drew, nato Sidney White Drew (New York, 28 agosto 1863 – New York, 9 aprile 1919), è stato un attore, regista e sceneggiatore statunitense.
Fu adottato da piccolo da Louisa Lane Drew dopo che questa era rimasta vedova di John Drew. Molti pensarono che Louisa Lane fosse la vera madre che aveva avuto il bambino al di fuori del matrimonio. Sidney, dopo l'adozione, diventò fratello di Louisa, John e Georgiana Drew. Quest'ultima si sarebbe poi sposata con Maurice Barrymore e dal matrimonio sarebbero nati Lionel, Ethel e John, i tre celebri fratelli Barrymore, definiti anche come la Royal Family of Hollywood, nipoti, di conseguenza, di Sidney Drew.

## Biografia
Nato a New York il 28 agosto 1863, cominciò a recitare fin da piccolo, come tutti gli appartenenti alla famiglia, una delle più note del mondo teatrale. Insieme alla prima moglie, Gladys Rankin (1874-1914), formò coppia anche sul palcoscenico. Lei, con lo pseudonimo di George Cameron, fu autrice di commedie e di soggetti per il cinema. Dal loro matrimonio nacque un figlio, S. Rankin Drew, anche lui attore e regista che restò ucciso in azione nel corso della prima guerra mondiale. Gladys morì nel 1914; rimasto vedovo, Drew sposò in seconde nozze Lucille McVey (1890-1925), la seconda signora Drew, formando una popolare coppia dello schermo, chiamata Mr. & Mrs. Sidney Drew. La morte del figlio nel 1918 colpì profondamente Drew che non si riprese più. L'attore morì improvvisamente il 9 aprile 1919; la seconda moglie sarebbe poi morta per un tumore nel 1925, a soli 35 anni.

## Filmografia

### Attore
- Cupid's Realm; or, A Game of Hearts, regia di J. Stuart Blackton - cortometraggio (1908)
- When Two Hearts Are Won, regia di George Melford - cortometraggio (1911)
- The Red Devils, regia di Sidney Drew - cortometraggio (1911)
- The Still Voice (1913)
- A Regiment of Two, regia di George D. Baker e Ralph Ince (1913)
- A Sweet Deception, regia di Ralph Ince (1913)
- The Master Painter, regia di L. Rogers Lytton (1913)
- The Late Mr. Jones, regia di James Young (1913)
- The Feudists, regia di Wilfrid North (1913)
- When Women Go on the Warpath; or, Why Jonesville Went Dry
- Jerry's Mother-in-Law, regia di James Young (1913)
- Why I Am Here, regia di Ralph Ince (1913)
- A Lesson in Jealousy, regia di Harry Lambart (1913)
- Beauty Unadorned, regia di Sidney Drew, L. Rogers Lytton, James Young (1913)
- Nipote stile moderno (Jerry's Uncle's Namesake), regia di L. Rogers Lytton e James Young (1914)[2]
- Pickles, Art and Sauerkraut (1914)
- Goodness Gracious, regia di James Young (1914)
- A Model Young Man, regia di James Young (1914)
- Never Again, regia di Sidney Drew (1914)
- Innocent But Awkward, regia di Sidney Drew (1914)
- Too Many Husbands, regia di Sidney Drew (1914)
- A Florida Enchantment, regia di Sidney Drew (1914)
- Rainy, the Lion Killer, regia di Sidney Drew (1914)
- A Horseshoe -- for Luck, regia di Sidney Drew (1914)
- The Royal Wild West, regia di Sidney Drew (1914)
- Their First Quarrel, regia di Sidney Drew (1915)
- The Professional Patient, regia di Sidney Drew (1917)
- Music Hath Charms, regia di Sidney Drew (1917)

### Regista
- The Red Devils (1911)
- Never Again (1914)
- When Greek Meets Greek (1915)
- Their First Quarrel (1915)
- Between One and Two (1916)
- His Double Life (1917)
- The Pest (1917)
- The Professional Patient (1917)
- Music Hath Charms (1917)
- Pay Day, co-regia di Mrs. Sidney Drew (1918)

### Sceneggiatore
- Beauty Unadorned, regia di Sidney Drew, L. Rogers Lytton, James Young (1913)